# Penelope Barker
Penelope Barker (17 de juny de 1728 a 1796) va ser un activista de la revolució nord-americana que, el 1774, va organitzar un boicot de béns britànics conegut com a Festa del te a Edenton.

## Joventut i família
Penelope Barker va néixer el 17 de juny de 1728 a Edenton, Carolina del Nord. Va ser una de les tres filles de Samuel Padgett, metge, i Elizabeth Blount. Barker va sobreviure a molts dels seus cònjuges i familiars. Per exemple, el pare i la seva germana Elizabeth van morir consecutivament deixant-la per criar els fills d'Elizabeth. Amb 17 anys, Barker es va casar amb el marit de la germana difunta, John Hodgson, el 1745. Només dos anys més tard, John va morir deixant-la amb dos dels seus propis fills i els seus tres fills de la seva germana. El 1751, Barker es va tornar a casar amb el ric James Craven, que era un sembrador i granger. Quan va morir el 1755 va heretar tots els seus béns i es va convertir en la dona més rica de l'estat de Carolina del Nord. Per tercera i última vegada es va casar amb Thomas Barker, advocat d'Edenton, i 16 anys més gran que ella. Van tenir tres fills, que van morir abans dels seus primers aniversaris. Thomas va viatjar a Anglaterra moltes vegades com a representant de Carolina del Nord. El 1761, hi va viatjar i no va poder tornar durant molts anys a causa del bloqueig britànic als vaixells nord-americans. Tot i que el seu marit no va poder tornar a casa, a Londres Barker va aconseguir els seus béns i casa. Després que Thomas tornés el 1778, ell i la seva dona van construir una casa el 1782, que avui es coneix com a Barker House. Barker va sobreviure al seu marit set anys, morí el 1796. Ella i el seu marit estan enterrats junts al cementiri de la família Johnston a Hayes Plantation, prop d'Edenton.

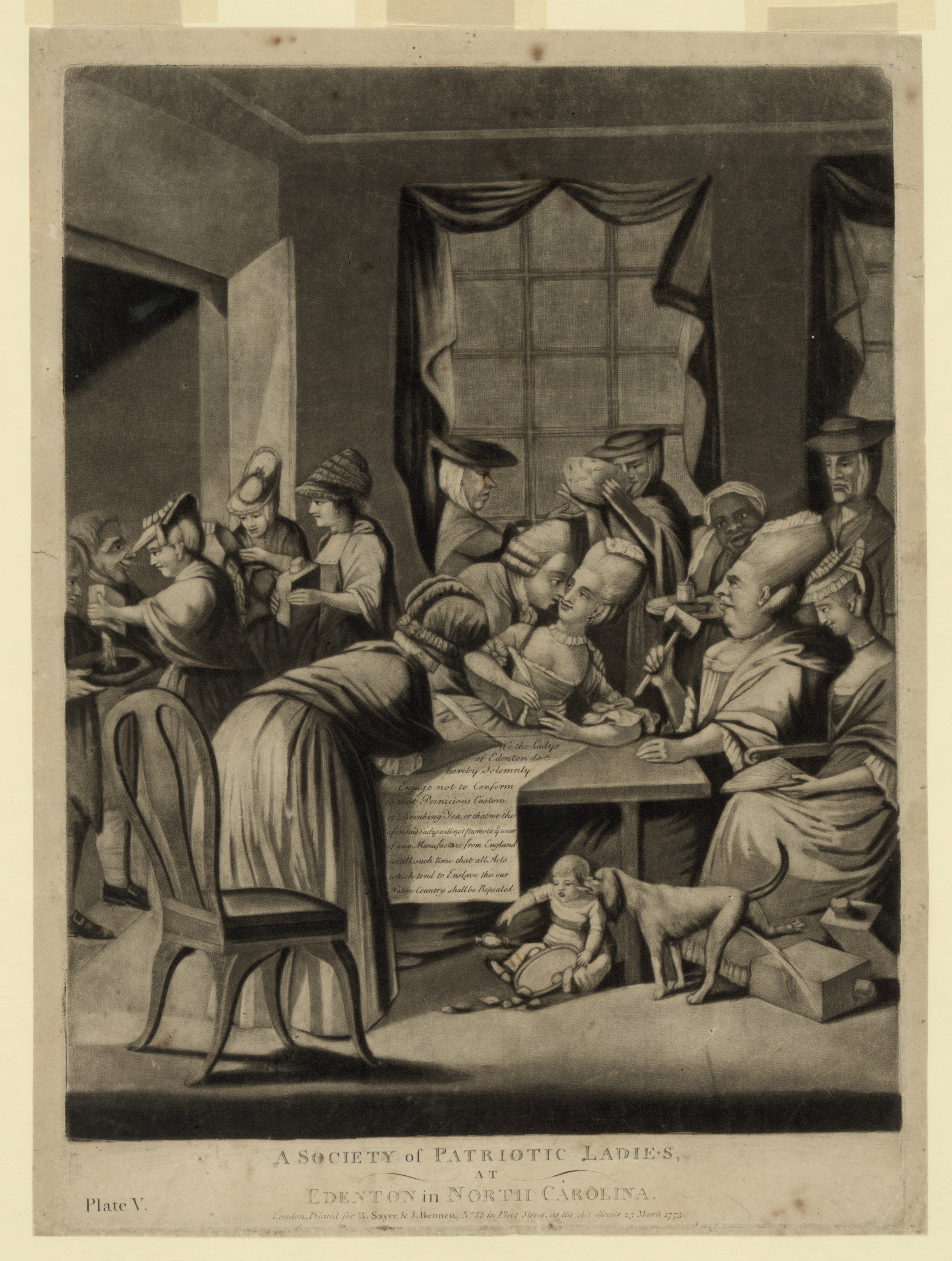
A dalt hi ha el dibuix polític de la Festa del Te a Edenton que es va publicar al London Press

## Dones en la revolució americana
A les colònies durant la Revolució americana es va animar a les dones a seguir l'acte de no-importació, aprovat pel Congrés el 1744. Les dones eren les principals consumidores del te i tèxtils britànics i, per donar suport a la rebel·lió, van boicotejar totes les importacions britàniques, i fins i tot van formar grups per animar altres dones a fer-ho. Van signar resolucions com la Festa de te a Edenton i van crear els seus propis tes a partir de fulles de morera, espígol i herbes cultivades localment.

## Participació i Festa del te
Barker va ser coneguda com a patriota de la Revolució americana perquè el 25 d'octubre de 1774, deu mesos després de la famosa Festa del te de Boston, va organitzar una Festa del te. Penèlope va escriure una declaració proposant un boicot a béns britànics. Seguida per altres 50 dones es va crear la Festa del te Edenton. El 25 d'octubre de 1774, Barker i els seus partidaris es van reunir a la casa d'Elizabeth King per signar la resolució de la Festa del Te d'Edenton. En aquesta resolució, va afirmar: "Nosaltres, l'esmentada dama no promourà els productes de qualsevol fabricant d'Anglaterra fins que no es deroguen tots els actes que tendeixen a esclavitzar al nostre país nadiu". Aquesta va ser una de les manifestacions polítiques de dones a Amèrica.

## Reacció
Barker va enviar aquesta petició a Londres, que va causar molta controvèrsia en les dones involucrades. Encara que va ser condonada a la premsa colonial, les dones es van burlar del paper de Londres. Es va publicar i estrenar un dibuix polític a Londres. El dibuix animat va retratar les dones com mares dolentes amb moral feble, i va rebre burles misògines. Els homes de Londres afirmaven que aquestes dones s'excedien dels seus rols de gènere esperats.